# Riffan
Riffan was vanaf juni 1923 de munteenheid die de Rif-Republiek, die bestond van 1921 tot en met 1926, zou invoeren. Er waren enkel bankbiljetten van 1 en 5 Riffans gedrukt, die naar verluidt nooit in omloop kwamen.
De bankbiljetten waren voor de Rif-regering onder leiding van Mohammed Abdelkrim El Khattabi gedrukt door kapitein Charles Gardiner, een Brits wapensmokkelaar, die ook de centrale bank in het land leidde. Vanaf 10 oktober 1923 zouden ze in circulatie komen, maar vermoedelijk is dat nooit gebeurd.